# Niliacus Lacus
Niliacus Lacus és una característica d'albedo a la superfície de Mart, localitzada amb el sistema de coordenades planetocèntriques a 29.71 ° latitud N i 1330 ° longitud E. El nom va ser aprovat per la UAI l'any 1958 i fa referència al llac del Nil.